# Das Geld liegt auf der Fensterbank, Marie

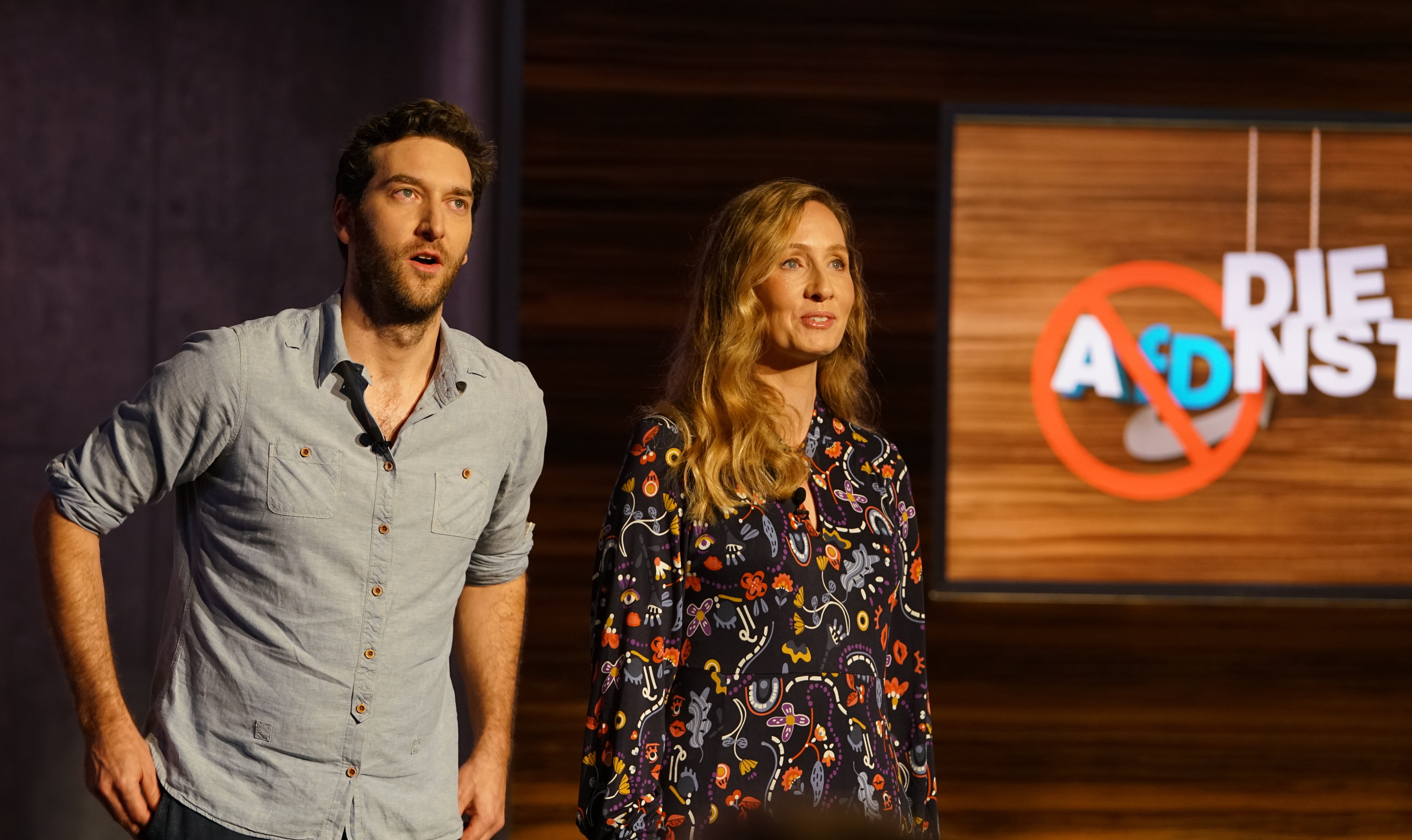
Friedolin Müller und Wiebke Eymess bei Die Anstalt (2023)

Das Geld liegt auf der Fensterbank, Marie ist ein Kabarett-Duo, bestehend aus Wiebke Eymess (* 1978) und Friedolin Müller (* 1985).

## Geschichte
Eymess und Müller, beide gebürtig aus Hannover, treten seit 2008 gemeinsam auf deutschsprachigen Bühnen auf. Der Name des Duos ist der Redewendung „Gute Nacht, Marie, das Geld liegt auf der Fensterbank“ entlehnt.
Friedolin Müller und Wiebke Eymess haben Kulturwissenschaften und ästhetische Praxis an der Universität Hildesheim studiert. Eymess ist außerdem diplomierte Fremdsprachenkorrespondentin, schreibt Kurzgeschichten und ist Sängerin bei der Swing-Formation Pinkspots. Nach eigenen Angaben sind beide seit Jahren miteinander liiert und haben zwei gemeinsame Kinder (Tochter * 2013 und Sohn * 2015).
Das Geld liegt auf der Fensterbank, Marie waren in verschiedenen Kabarett- und Comedy-Sendungen des deutschen Fernsehens zu sehen.
Das Mitte März 2020 mit dem Corona-Shutdown gestartete Weblog von Wiebke Eymess, das vor allem familiäre Erlebnisse mit ihren Kindern auf witzige Weise festhielt, gefiel den Radio-Machern vom SWR 3 so sehr, dass eine eigene Comedy-Reihe von 1–2-minütigen Beiträgen unter dem gleichen Namen Tage in Corona daraus produziert wurde.

## Programme
- MitternachtSpaghetti (Premiere: 2007)
- Paradiesseits (Premiere: 2014)
- Gleich knallt's
- Nummernschieben, Lieblingsstücke (ab Herbst 2020)
- Glorreich versieben (Premiere Herbst 2024)

## Veröffentlichungen
- 2012: Das Geld liegt auf der Fensterbank, Marie: MitternachtSpaghetti (CD)
- 2017: Paradiesseits (CD)

## Auszeichnungen

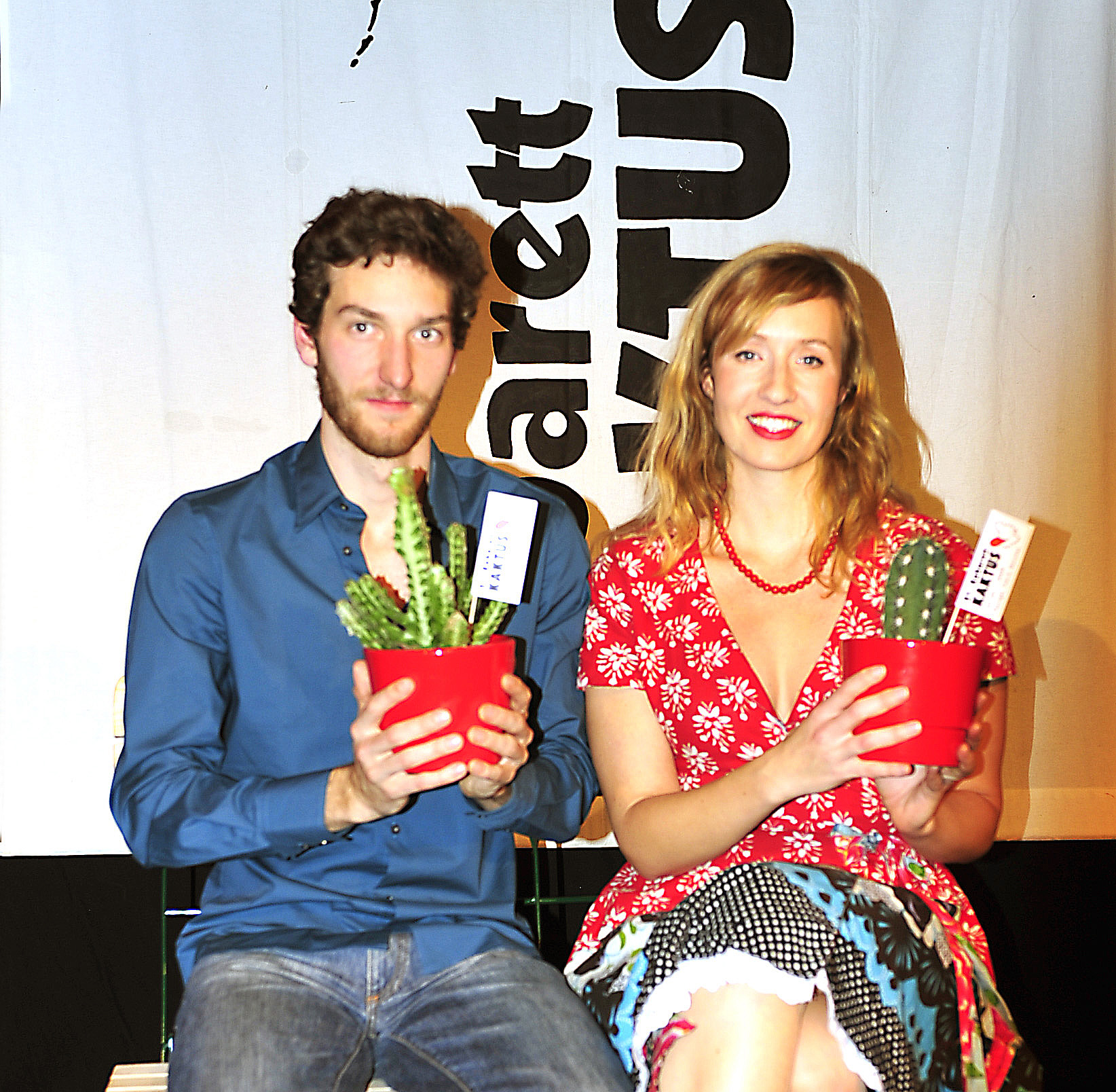
Das Geld liegt auf der Fensterbank, Marie: Beim Kabarett Kaktus 2009

- 2009: Comedy-Preis der Löwenbastion Hannover
- 2009: Kabarett Kaktus
- 2010: St. Ingberter Pfanne
- 2011: Stuttgarter Besen – Hölzerner Besen
- 2011: Scharfrichterbeil
- 2012: Mindener Stichling[3]
- 2013: Thüringer Kleinkunstpreis[4]
- 2015: Zeck-Kabarettpreis – 'Fresh ZECK' (Aufsteigerpreis)

## Fernsehauftritte
- Fun(k)haus (WDR 2010, 2011)
- Nightwash (einsfestival 2010)
- Alfons und Gäste (SR 2010)
- Preisverleihung St. Ingberter Pfanne (SR 2010)
- Prix Pantheon 2010 (WDR/3sat 2010)
- NDR Talkshow (NDR 2011)
- Volker Pispers & Gäste (3Sat 2011)
- Kabarettfest Stuttgarter Besen (SWR 2011)
- Freunde in der Mäulesmühle (SWR 2012)
- Pufpaffs Happy Hour (3Sat 2013)
- Comedy mit Karsten (MDR 2014)
- Die Anstalt (ZDF 2016, 2020, 2021, 2023)
- Ladies Night (WDR 2017)

## Radioauftritte
- Bayern 2 radioSpitzen 2009
- SR2 Gesellschaftsabend 2010
- WDR Kabarettfest aus Paderborn 2010
- WDR5 Köln lacht 2010
- HR2 Kleinkunstfestival 2011
- SWR2 Spätvorstellung 2011
- SWR2 Studiobrettl 2012
- SWR3 Sonntagsshow 2012
- Deutschlandfunk Querköpfe 2012
- HR2 Doppelkopf 2013
- SWR3 Sonntagsshow 2014
- Bayern 2 radiospitzen 2014
- HR2 Hörgala 2015